# Cemitério Judaico (Dachsenhausen)
O Cemitério Judaico de Dachsenhausen (em alemão:  Jüdischer Friedhof Dachsenhausen) é um cemitério no município de Dachsenhausen, no distrito de Rhein-Lahn, estado da Renânia-Palatinado.
O cemitério judaico fica ao sul da vila na área "Am Judenkirchhof" a oeste da estrada estadual L 333.
No cemitério de 1195 m², construído por volta de 1915 e ocupado até 1934, existem 31 matzevas em área delimitada. O cemitério também foi usado pelos judeus em Geisig e Gemmerich para enterrar seus mortos.